# لقاح سانوفي-ترانسليت بيو كوفيد-19
لقاح سانوفي-ترانسليت بيو كوفيد-19 (بالإنجليزية: Sanofi–Translate Bio COVID-19 vaccine)‏؛ هو لقاح مرشح ضد مرض فيروس كورونا، تعمل شركة سانوفي الفرنسية على تطويره وإنتاجه بتقنية تلقيح الرنا بالتعاون مع شركة «ترانسليت بيو» الأمريكية، وهو مخصص للإعطاء عن طريق الحقن العضلي.

## تطويره
بدأ تطوير اللقاح في وفقًا لهذه الشراكة، بعد أن تخلفت شركة سانوفي عن ركب تطوير لقاحات كورونا، الأمر الذي دفعها للدخول في شراكة بقيمة 425 مليون دولار أمريكي مع شركة «ترانسليت بيو» المتخصصة بتقنية تلقيح الرنا.